# 拜占庭—奧斯曼戰爭
東羅馬－奧斯曼戰爭是奥斯曼帝国與東羅馬帝國的一連串軍事衝突，導致東羅馬帝國的滅亡及奧斯曼帝國的崛起。
東羅馬帝國在1204年失去了君士坦丁堡後，國內陷入分裂及混亂。羅姆蘇丹國乘虛而入，吞併小亞細亞西部的地區，直至尼西亞帝國將塞爾柱土耳其人擊退。1261年，尼西亞帝國在拉丁帝國手中重奪君士坦丁堡。不過，受到敵對國家伊庇魯斯專制國、塞爾維亞及保加利亞第二帝國的威脅，東羅馬帝國在歐洲大陸的地位依然不穩，加上羅姆蘇丹國（拜占庭帝國在亞洲的對手）的勢力減弱，東羅馬帝國將在小亞細亞的軍隊轉移到歐洲，以維持東羅馬帝國對色雷斯的控制。羅姆蘇丹國的威脅減弱對東羅馬帝國來說並非幸事，狂熱的回教徒要東羅馬帝國付出代價來建立他們的勢力範圍。許多安納托利亞的貝伊參與對東羅馬帝國及塞爾柱帝國地區的征服，當中又以奧斯曼一世的勢力對尼西亞帝國及君士坦丁堡最具威脅。1299年，奧斯曼一世在確立了勢力後自稱貝伊，其勢力範圍被稱為奧斯曼帝國。
奧斯曼一世建立了奧斯曼帝國的五十年內，東羅馬帝國在小亞細亞的勢力消逝。約1380年，奧斯曼人得到東羅馬帝國控制的色雷斯地區。至1400年，曾經強大的東羅馬帝國只不過是一個摩里亞采邑的綜合體，掌控一些愛琴海島嶼及首都附近的小塊土地。1396年的尼科波利斯戰役、1402年的帖木兒入侵及1444年的瓦爾納戰役使東羅馬帝國仍得以苟延殘喘，直至1453年的君士坦丁堡之陷落。奧斯曼帝國的勝利使其成為地中海東部一股不可忽視的勢力。

## 背景

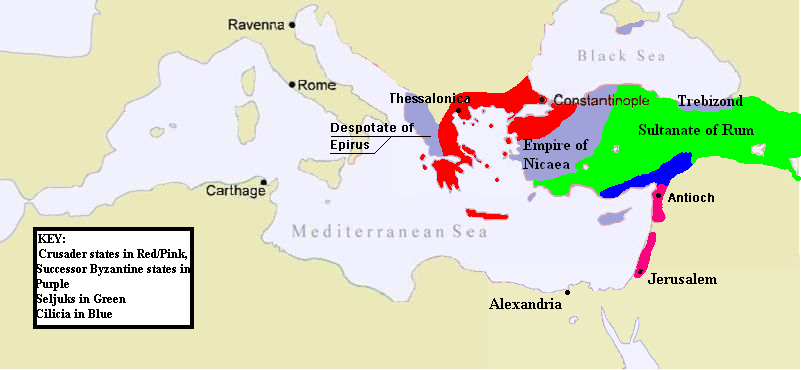
約1250年，東羅馬帝國帕里奧洛吉王朝復興前，耶路撒冷在1244年已落入馬木留克，薩羅尼卡及馬其頓則在1246年被尼西亞攻克

東羅馬－塞爾柱戰爭後，羅姆蘇丹國在十三世紀末滅亡，多支突厥人在小亞細亞定居，逐步在安纳托利亚建立多個半獨立的安纳托利亚侯国。
奧斯曼一世植根於安那托利亞西北部，與君士坦丁堡相去不遠。十三世紀末東羅馬皇帝米海爾八世意圖將拉丁帝國逐出希臘，將主力軍隊由小亞細亞轉至希臘，致使該區兵力減弱，於是奧斯曼一世及其回教戰士得以乘虛而入。

## 奧斯曼人的勃兴：1265年-1328年
米海爾·帕里奧洛格斯从拉丁帝國手裡奪回君士坦丁堡，但東羅馬帝國的強大地位不復再現。希臘本土的拉丁地區及其他與君士坦丁堡一併被收復的地區出現了許多流言蜚語，北面塞爾維亞國王斯蒂芬·烏羅斯又向巴爾幹擴張，昔日科穆寧王朝強大的多瑙河防線反過來威脅著君士坦丁堡。

1263年時的地中海，深綠色的部分是奧斯曼人控制的地區，點線內的區域是1326年時征服得來的地區，紫色的部分是東羅馬帝國的勢力，淺綠色的部分是突厥人的地區，藍色的部分是西利西亞亞美尼亞人的地區，而紅色則是拉丁人控制的地區

為了解決這些問題，米海爾八世開始鞏固其統治，他將共治皇帝約翰四世刺瞎，這導致國內怨懟不已。米海爾八世又任命新的君士坦丁堡牧首，讓他把被前任牧首革除的教藉恢復，並通知羅馬教廷，以減低拉丁人的威脅。
正當拜占庭帝國繼續攻伐拉丁帝國之際，奧斯曼一世旗下的土耳其人開始侵攻東羅馬帝國在安那托利亞的領土，分別在1265年及1289年攻克瑟於特及埃斯基謝希爾。因需調遣軍隊至西方，米海爾八世無暇顧及這些土耳其人。
1282年，米海爾八世逝世，由他的兒子安德洛尼卡二世執政。米海爾八世的逝世對社會有緩和的作用，他對羅馬天主教會的拉丁姑息政策、苛徵重稅及龐大的軍事開支都對人民造成沉重負擔。奧斯曼土耳其人侵佔東羅馬帝國的土地，被視為安那托利亞的解放者，他們信奉伊斯蘭教，衝擊著東羅馬帝國的正教權力。
長遠來說，安德洛尼卡二世的統治無方及短視的決定使東羅馬帝國的命運無可挽回。他將拜占庭超純正金幣（Hyperpyron）貶值，令東羅馬帝國經濟價值降低。他登位後，稅項降低了，反而著重於普羅尼埃（一種土地發放系統）。為了普及他的統治，他解散了正教及天主教會聯盟，此舉深化了拉丁人東羅馬帝國之間的仇恨。
安德洛尼卡二世極欲保有東羅馬帝國的安那托利亞領土，他下令建造要塞，並對軍隊進行積極的訓練。他又將宮廷移至安那托利亞，監督那裡的戰事，命將軍阿列克修斯·菲蘭斯羅彭諾斯（Alexios Philanthropenos）擊退土耳其人。東羅馬帝國在早期獲得多次的勝利，但在阿列克修斯發動了一次失敗的政變後，之前所取得的成功告吹，阿列克修斯被刺瞎，並退出戰事。奧斯曼人在1301年圍攻尼西亞。1302年，安德洛尼卡二世的兒子米海爾九世及將軍莫札隆在巴菲烏斯之戰中再度兵敗。
雖然如此，安德洛尼卡二世依然堅決回擊土耳其人，這一次僱傭了加泰羅尼亞傭兵。在米海爾九世及羅傑·弗洛（Roger de Flor）的指揮下，一支6500人的加泰羅尼亞傭兵在1303年的春夏季擊退土耳其人。傭兵將土耳其人由非拉鐵非（現今的阿拉謝希爾）趕到基濟科斯（Cyzicus），大肆破壞了安那托利亞。戰果一再受到內部事務干擾，羅傑·弗洛被暗殺，其部下傭兵為了報復而在安那托利亞搶掠。1307年，傭兵轉而襲擊拜占庭帝國的色雷斯地區，被搶掠的當地人歡迎奧斯曼人，奧斯曼人再度封鎖著小亞細亞。
東羅馬帝國劇烈的內部分歧使奧斯曼人在軍事上接連得利，安那托利亞的農民階層都認為奧斯曼人是更佳的統治者。

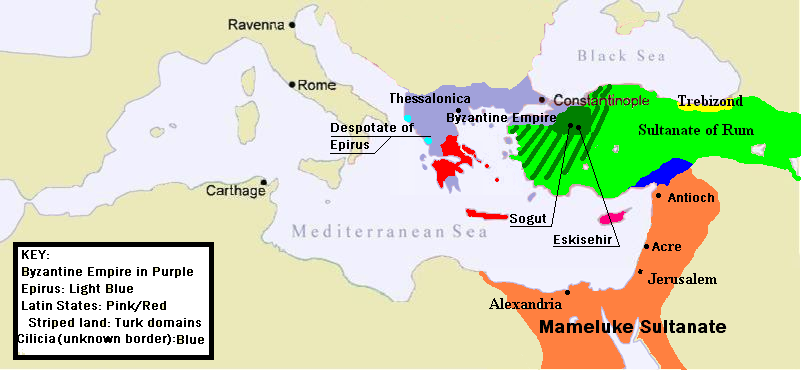
東羅馬帝國安德洛尼卡三世登基時的地中海形勢

此後，安德洛尼卡二世無力再遣軍對抗。1320年，安德洛尼卡二世的孫兒安德洛尼卡三世在安德洛尼卡二世兒子們去世後被廢嫡。1321年，安德洛尼卡三世領軍進逼君士丁坦堡作為報復，結果得到色雷斯的封地。安德洛尼卡三世不甘就此作罷，繼續施加壓力，終在1322年成為共治皇帝。不過其後因此爆發了小規模的巴爾幹戰爭，塞爾維亞支持安德洛尼卡二世，而保加利亞則支持安德洛尼卡三世，安德洛尼卡三世在1328年獲勝，鞏固了他對東羅馬帝國的統治。奧斯曼人在1326年的布爾薩圍城戰中攻克布爾薩。

## 東羅馬帝國的反擊：1328年-1341年

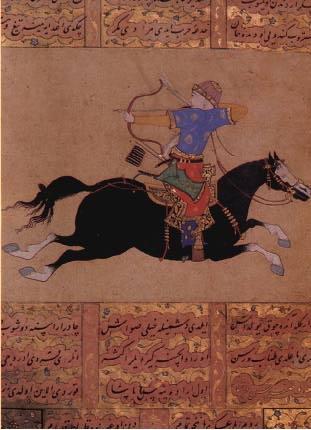
奧斯曼帝國收攏了許多弓馬嫻熟的軍隊及士兵

安德洛尼卡三世的統治被認為是東羅馬帝國「恢復古羅馬榮耀」最後一次有所作為的嘗試，東羅馬帝國是古羅馬帝國的後繼者。1329年，東羅馬帝國遣軍救援自1303年被奧斯曼帝國圍攻的尼西亞。東羅馬帝國策動的反擊及尼西亞守軍有效阻礙了奧斯曼帝國軍攻城掠地。1329年6月10日，東羅馬帝國援軍在貝勒卡儂被擊敗，尼西亞的命運已被確定。1331年，尼西亞投降，這對東羅馬帝國帶來重大的打擊，尼西亞在七十年前曾經是帝國的都城。
東羅馬帝國的軍事力量再度被耗盡，安德洛尼卡三世只好奉行昔日其祖父的外交手段求和。東羅馬帝國向奧斯曼帝國進貢以保障其自身在小亞細亞的領土安全。不過，這並不能阻止奧斯曼帝國在1333年圍攻尼科米底亞，尼科米底亞在1337年失陷。
連接遭受挫敗的安德洛尼卡三世在希臘及小亞細亞仍能奪得一些勝利，伊庇魯斯及塞薩洛尼基被東羅馬帝國攻克。1329年，東羅馬帝國攻陷希俄斯。不過，相對於奧斯曼帝國持續的勝利，奪得這些孤島並沒有甚麼說服力，而且這些島嶼在此前無一是奧斯曼帝國支配的，這只能說明東羅馬帝國在安德洛尼卡三世在位時有限的實力。再者，東羅馬帝國的軍事力量被塞爾維亞的擴張進一步削弱，一次摧毀性的內戰更使東羅馬帝國要向奧斯曼帝國屈膝求存。

## 入侵巴爾幹與內戰：1341年-1371年
1341年，安德洛尼卡三世去世，由他的九歲兒子約翰五世繼位，坎塔庫澤努斯家族（Kantakouzenos）的約翰五世母親及牧首約翰十四世·卡列卡斯攝政。坎塔庫澤努斯與卡列卡斯的鬥爭觸發了內戰，坎塔庫澤努斯在1347年2月獲勝。內戰期間，鼠疫、地震及奧斯曼人的侵襲肆虐，東羅馬帝國僅能保有費拉德爾菲亞（Philadelphia），並要向奧斯曼帝國進貢。在內戰時，雙方分別借助土耳其人及塞爾維亞人的力量，這些土耳其人及塞爾維亞人借機搶掠，馬其頓遭受破壞，並落入塞爾維亞手裡。坎塔庫澤努斯得勝後與約翰五世共同執掌政權。
坎塔庫澤努斯與約翰五世的共同管治最終決裂，並引發新一輪的內戰，在鄰國眼中，東羅馬帝國再也不是完整的國家。約翰六世·坎塔庫澤努斯再度得勝，以兒子馬修·坎塔庫澤努斯取代被流放的約翰五世成為共同皇帝。奧斯曼一世的兒子奧爾汗領導的土耳其人在1354年攻陷加里波利的要塞，打通了前往歐洲內陸的道路。以近乎無敵姿態展現的奧斯曼帝國軍隊包圍著君士坦丁堡，使君士坦丁堡陷入恐慌。約翰五世利用這個形勢，在熱那亞人的協助下發動政變，於1354年11月逐出約翰六世，約翰六世後來成為修道士。
內戰仍未結束，馬修·坎塔庫澤努斯得到奧爾汗的軍事援助，企圖控制君士坦丁堡。他在1356年被擒，粉碎了他成為皇帝的夢想，奧斯曼帝國希望推翻約翰五世的計劃也胎死腹中。

1350年的威尼斯共和國（粉紅）倚靠與東方通商而致富，也因此（與熱拿亞人）捲入了戰爭

內戰結束後，奧斯曼帝國與東羅馬帝國的戰事也暫時停止。1361年，季季莫蒂洪被土耳其人攻克。繼承奧爾汗的穆拉德一世更為關注奧斯曼帝國在安那托利亞的形勢。1364年，普羅夫迪夫被奧斯曼帝國佔領。1369年，奧斯曼帝國佔領阿德里安堡。
東羅馬帝國不能再作出任何有效的反擊及防禦。奧斯曼人變得相當強大。1371年9月26日，穆拉德一世在馬里查戰役擊敗塞爾維亞及保加利亞聯軍，塞爾維亞被消滅，奧斯曼人可無後顧之憂地準備征服君士坦丁堡。在劣勢下，約翰五世向教宗求助，以歸順教廷來換取軍事支援。縱使約翰五世在聖伯多祿大殿公開懺悔，他依然得不到幫助。他只好與奧斯曼人談和。穆拉德一世與約翰五世達成協議，東羅馬帝國會提供兵力和金錢以換取自身安全。

## 內戰再起及臣服：1371年-1394年
奧斯曼人取得絕對的優勢，東羅馬帝國的領土縮小到只有君士坦丁堡一帶，被迫承認奧斯曼帝國是宗主國直至1394年。雖然君士坦丁堡已中立化，周邊的基督教勢力依然威脅著奧斯曼人，小亞細亞也並非完全由奧斯曼帝國控制。奧斯曼人繼續推進巴爾幹半島。1385年，保加利亞人的索菲亞被攻克，尼什在翌年也被攻克，一些細小的國家淪為附庸，包括塞爾維亞人。1389年，塞爾維亞人的反抗在科索沃戰役被粉碎，保加利亞的大部分地區在1393年被巴耶塞特一世佔領。1396年，保加利亞人最後一個獨立的據點也被攻陷。

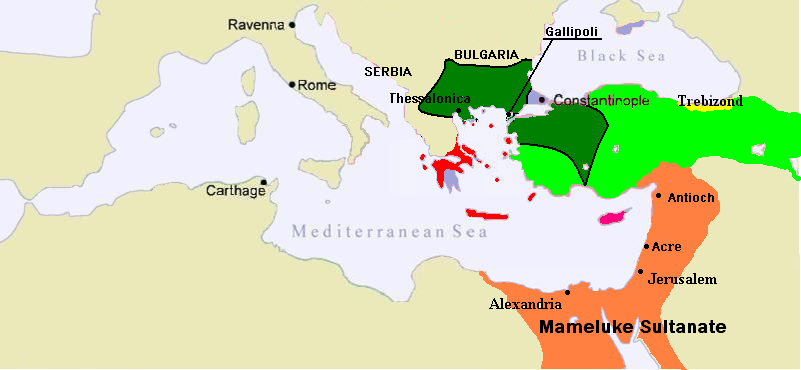
1389年地中海的形勢。東羅馬帝國（粉紅）僅保有君士坦丁堡一地。在加里波利失陷後，奧斯曼帝國（深綠）迅速橫掃巴爾幹半島，攻陷塞爾維亞，並且在安那托利亞也佔有優勢

東羅馬帝國內戰的再度爆發更有利於奧斯曼人推進巴爾幹半島，這次內戰是由約翰五世與長子安德洛尼卡四世引發的。得到奧斯曼帝國支持的約翰五世在1373年9月使安德洛尼卡四世及他的兒子約翰七世失明。兩人逃脫後向穆拉德一世承諾會進貢更多來獲取奧斯曼帝國的支持。內戰一直持續至1408年。在1381年，約翰五世與安德洛尼卡四世、約翰七世和解，卻激怒了約翰五世的次子曼努埃爾二世。曼努埃爾二世佔領了塞薩洛尼基，奪回了部分被奧斯曼帝國控制的希臘地區。
1385年安德洛尼卡四世逝世及1387年塞薩洛尼基向海雷丁帕夏投降使曼努埃爾二世尋求蘇丹的和解。曼努埃爾二世與約翰五世的關係緊密，使約翰七世感到繼承者的地位受到威脅。約翰七世於是向約翰五世發動政變，縱使得到熱那亞人及土耳其人的協助，但還是被曼努埃爾二世及約翰五世壓制。

### 非拉鐵非的淪陷
當東羅馬帝國爆發內戰時，土耳其人在1390年趁機攻佔非拉鐵非，東羅馬帝國喪失了其在安那托利亞的統治，此前非拉鐵非實際上已不受東羅馬帝國管治，只是名義上仍从屬東羅馬帝國。東羅馬皇帝還要屈辱地陪同蘇丹參與對非拉鐵非的戰事。

### 臣服
約翰五世逝世後，曼努埃爾二世鞏固了他的皇位，並與蘇丹建立了良好的關係，成為附庸。為了換取奧斯曼帝國承認其統治，曼努埃爾二世被迫拆除黃金之門的防禦工事。

## 重啟戰端：1394年-1424年

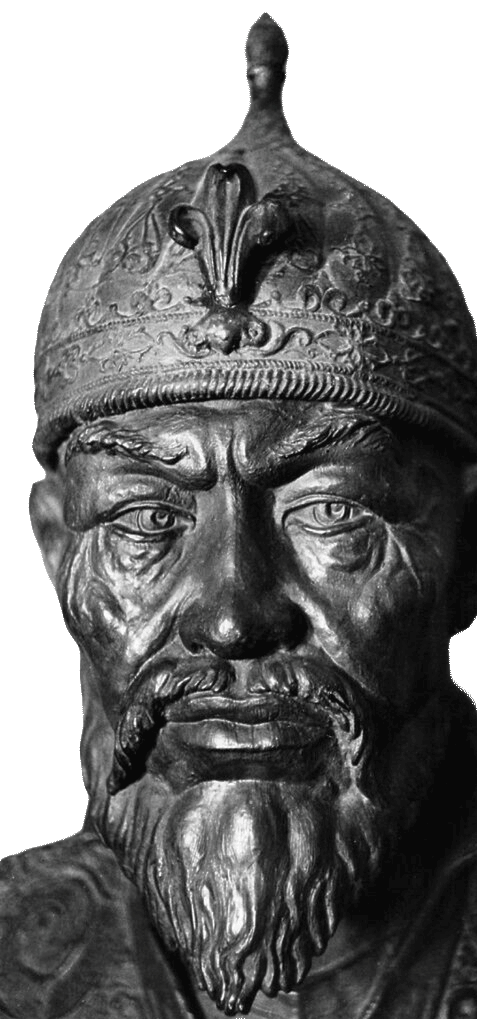
雖然帖木兒迫害基督徒，但他卻間接拯救了君士坦丁堡

1394年，東羅馬帝國與奧斯曼帝國的關係轉差，曼努埃爾二世試圖與約翰七世修好，奧斯曼帝國蘇丹要向曼努埃爾二世下達死刑，但後來改變了決定，要求在君士坦丁堡建立一個土耳其人聚居地及建造一所清真寺。曼努埃爾二世予以拒絕，並且拒絕向蘇丹進貢，不理會蘇丹的使者，這導致了1394年的圍城。曼努埃爾二世呼籲進行十字軍東征。1396年，神聖羅馬皇帝西吉斯蒙德領導的十字軍在尼科波利斯戰役裡戰敗。
十字軍的失敗使曼努埃爾二世要到西歐求援，不過曼努埃爾卻在1390年代末成功擋住奧斯曼人的進攻。察合台汗國的帖木兒率軍侵入安那托利亞，拆散忠於奧斯曼帝國蘇丹的安納托利亞侯國。安卡拉之戰，帖木兒擊敗巴耶塞特一世。此後，巴耶塞特一世的兒子們各自率領奧斯曼土耳其人互相攻伐。
東羅馬帝國沒有藉此扭轉劣勢，而是與基督教近鄰及巴耶塞特一世的一名兒子簽訂和約，東羅馬帝國得以收回塞薩洛尼基及大部分的伯羅奔尼撒。奧斯曼帝國的內戰在1413年結束，東羅馬帝國支持的穆罕默德一世擊敗其對手，登基為蘇丹。

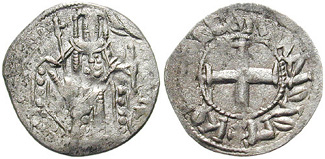
東羅馬帝國屈辱地向奧斯曼人進貢三十萬枚銀幣，使東羅馬帝國經濟陷入困境

兩國罕有的親善關係並不能持續。1421年，穆罕默德一世逝世，穆拉德二世成為蘇丹，而曼努埃爾之子約翰八世也登基成為東羅馬帝國的共治皇帝，使兩國關係惡化。兩國領導人都會現狀感到不滿。約翰八世唆使奧斯曼帝國國內叛亂：東羅馬帝國釋放了一人，並聲稱那人就是巴耶塞特一世失蹤的兒子。
約翰八世在歐洲召集了一支規模不少的軍隊，擊敗穆拉德二世的軍隊。穆拉德二世憤怒地回應，在1422年開始圍攻塞薩洛尼基及君士坦丁堡。約翰八世就此諮詢其年老的父親曼努埃爾二世。他再煽動了奧斯曼帝國的叛亂，這一次他支持聲稱是穆拉德親兄弟的庫丘克·穆斯塔法，布爾薩被圍攻。圍攻君士坦丁堡不果後，穆拉德二世撤軍回擊庫丘克。東羅馬帝國再次臣服，須每年向蘇丹進貢三十萬枚銀幣。

## 走向勝利的奧斯曼：1424年-1453年

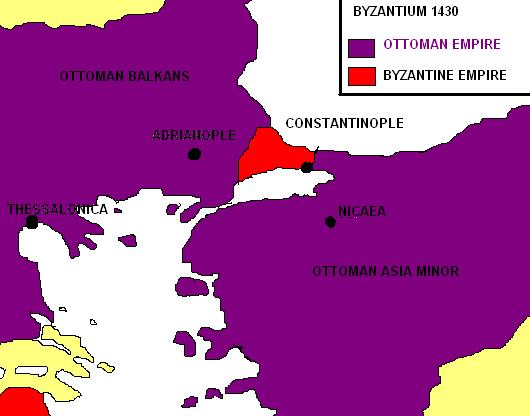
1430年的東羅馬帝國。所有的主要城鎮都落入奧斯曼帝國手裡，奧斯曼帝國已控制接近一半的安那托利亞以及大半部分的巴爾幹

奧斯曼帝國在1424年至1453年面對著眾多敵人。除了受塞薩洛尼基圍城戰牽制外，奧斯曼人又要與喬治·布蘭科維奇領導的塞爾維亞人、阿諾士·科維努思領導的匈牙利人以及喬治·卡斯特里奧蒂領導的阿爾巴尼亞人爭鬥。1444年的瓦爾納戰役是這些爭鬥的高峰，聯軍被奧斯曼帝國擊敗。
在1448年及1451年，東羅馬帝國及奧斯曼帝國分別都出現領導變動。穆拉德二世逝世，由穆罕默德二世繼位；君士坦丁十一世繼承約翰七世。

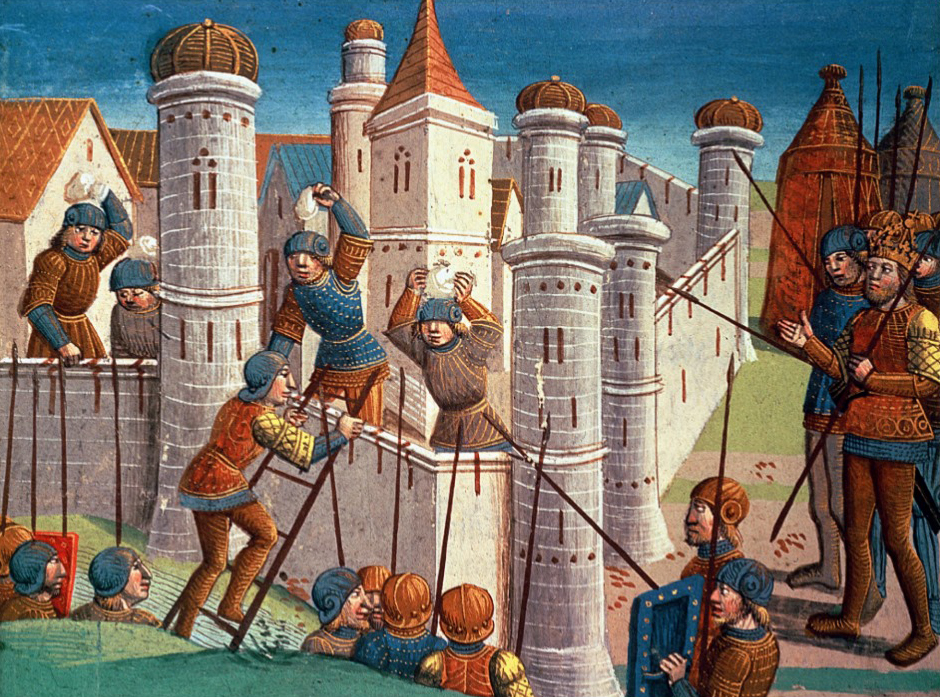
1453年的君士坦丁堡圍城戰，守軍配備長矛、弓箭及石頭

穆罕默德二世與君士坦丁十一世的關係欠佳，君士坦丁十一世以叛變來脅迫穆罕默德二世要達成某些條件。穆罕默德二世建造防禦工事，又封鎖君士坦丁堡的海路航線作為回應。奧斯曼人已控制了君士坦丁堡的周邊地區，於是在1453年4月6日發動攻勢。雖然同屬天主教及基督教國家，東羅馬帝國得不到教宗及西歐的援助。
英法百年戰爭已接近結束，法國須鎖定戰果，不會冒險派遣軍隊援助東羅馬帝國，英格蘭更加沒有必要去這樣做。西班牙的收復失地運動正處於尾聲。神圣罗马帝国早前的援軍在瓦爾納被擊敗。德國諸侯的戰爭及胡斯戰爭更大大減低各國發動十字軍的意欲。波蘭及匈牙利也曾經參與過瓦爾納戰役，那次的失敗及北方十字軍入侵令他們分身不暇，不願意再給予援助。
撇除這些主要的歐洲勢力，還有的就是意大利的城邦國。熱那亞及威尼斯相互對立，但又同時是奧斯曼帝國的敵人。威尼斯人曾考慮派遣艦隊攻擊達達尼爾海峽及博斯普魯斯海峽的要塞，紓緩君士坦丁堡的壓力，但艦隊規模太小，而且太遲到達目的地，奧斯曼人依城作戰可輕易擊潰任何援軍，即使是威尼斯共和國強大的軍隊。喬瓦尼·朱斯蒂尼亞尼領導的二千名傭兵抵達君士坦丁堡協防，當中大多是意大利人。君士坦丁堡的防守完全由這些傭兵及由城裡徵召的五千名義勇軍負責，君士坦丁堡的人口在早前受重稅、疫病及內戰影響大幅下降。守軍的質素參差，但仍配備各種的武器，卻沒有能夠應付奧斯曼大炮的炮火。

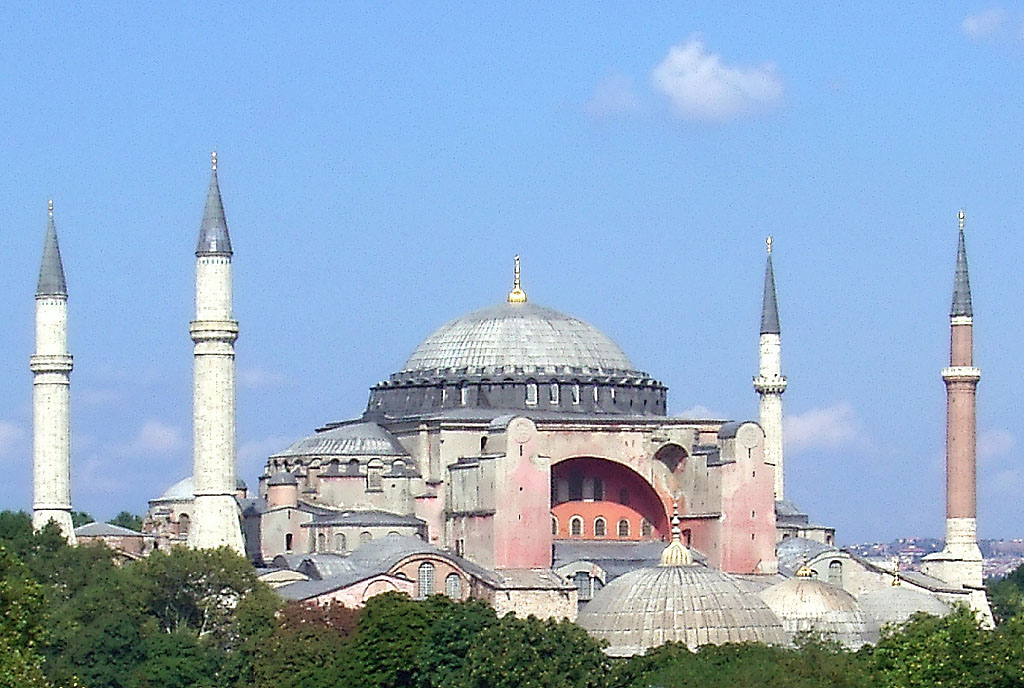
君士坦丁堡最大的教堂聖索菲亞大教堂，被奧斯曼帝國轉為清真寺，現時作為東羅馬帝國及奧斯曼帝國遺跡博物館

君士坦丁堡之陷落並不是因為奧斯曼帝國的大炮，也不是奧斯曼帝國的強大海軍，這可歸咎於絕對壓倒性的軍力差距，比例約為十對一。守軍不斷被虛耗，奧斯曼帝國新軍也足夠強大。奧斯曼帝國不斷策動看似失敗、損失慘重的攻勢，許多奧斯曼軍人也開始懷疑圍城戰是否會取得成功。歷史顯示，奧斯曼帝國之前多次的圍城都未能成功。為了鼓舞士氣，蘇丹發表了講話，表示城內蘊藏大量財富，很快就可以任意搶掠。1453年5月29日，一次的全面進攻攻陷了君士坦丁堡，軍隊湧入城裡搶掠，海軍的軍紀也開始渙散，許多熱那亞及威尼斯人得以登船逃離城市，當中包括威尼斯軍醫尼科洛·巴巴羅，他寫到：
|  | 土耳其人整天在城市的每個角落屠殺基督徒，鮮血在整個城市裡淌流，就像暴雨過後的雨水。土耳其人及基督徒的屍首都被拋進達達尼爾海峽，隨著海水漂浮出大海，如同河渠上的甜瓜。 |

圍城戰後，奧斯曼帝國在1460年佔領摩里亞，繼而在1461年攻克特拉比松。特拉比松淪陷結束了東羅馬帝國。帕里奧洛格斯王朝仍被歐洲承認為君士坦丁堡的正統王朝。直至十六世紀，奧斯曼帝國威脅著歐洲，歐洲也不再對發動十字軍感興趣，歐洲勢力於是承認奧斯曼帝國是安那托利亞及黎凡特的領主。

## 東羅馬帝國失敗原因

### 拉丁人的介入

浪漫主義畫作「最後的十字軍」。穆斯林的勝利、基督徒的失敗及歐洲人在宗教改革及反宗教改革當中所犯的錯誤導致十字軍的終結。

拉丁人介入巴爾幹的紛爭損害了東羅馬帝國協同對抗奧斯曼帝國的能力。以米海爾八世為例，他試圖將拉丁人驅逐出希臘，以致東羅馬帝國邊界的防守空虛，使許多土耳其的侯國，包括奧斯曼一世統領的部族侵襲和佔領這些原屬東羅馬帝國的領土。安德洛尼卡二世在安那托利亞的軍事行動雖然取得一些成就，但卻不時被西歐的事務拖累。無論如何，東羅馬帝國被迫要在羅馬教宗與拉丁人的威脅之間作出抉擇。

### 虛弱的東羅馬帝國
第四次十字軍東征後，東羅馬帝國處於不穩定狀態。1261年君士坦丁堡失陷及其後的戰事都來得不是時候。羅姆蘇丹國的勢力也正在衰退，許多由貝伊統領的侯國都成為自治國家，如奧斯曼一世的侯國。雖然羅姆蘇丹國的弱化令尼西亞得以暫時抽身，但是這短暫的喘息並沒有被東羅馬帝國充分利用。
為了重新征服希臘，米海爾八世對安那托利亞的農民徵收重稅，以彌補仿傚科穆寧王朝軍隊所建的昂貴軍隊的支出。這導致許多農民支持土耳其人，因土耳其人初時採用較低稅收的制度。
米海爾八世逝世後，拜占庭帝國受內戰煎熬，奧斯曼帝國也爆發內戰，但發生在較晚的十五世紀，當時羸弱的拜占庭帝國已無力重新征服所失的領土。拜占庭帝國爆發內戰時，奧斯曼人越過加里波利突進歐洲，圍攻君士坦丁堡，迫使拜占庭帝國成為附庸。拜占庭帝國試圖掙扎時，她已經被凌駕，兩次的十字軍聖戰都以失敗告終。

### 奧斯曼的兵力
奧斯曼人以強大的手段及能力聚集巨大的兵力。在初期，奧斯曼一世周邊的土耳其人支持他們擴張。當土耳其人開始在拜占庭帝國缺乏防守的地區定居後，利用當地農民的貧苦境況爭取他們的支持，不支持奧斯曼人的都會被襲擊。小亞細亞的城市被切割包圍，奧斯曼人很快便精通了圍城戰。
圍城戰是奧斯曼人的專長，攻城有效而迅速。他們以征服代替摧毀，否則他們會虛耗過度。向被征服的地區索求兵力及財物等貢品有效於控制被征服的地區。
當時的奧斯曼人擁有其中一支世界一流水平的軍隊，他們的後勤足以支持數量龐大的軍隊遠征。

## 影響
君士坦丁堡之陷落震驚羅馬教宗，他馬上下令召集十字軍進行反擊，只有勃艮第公爵菲利普三世及勃艮第貴族響應，但卻沒有付諸行動。教宗庇護二世再次召集，但仍沒有任何歐洲的領袖作出實質的回應，教宗只好自行領導十字軍，他在1464年逝世，使十字軍在安科納的港口解散。
君士坦丁堡之陷落對歐洲的意義重大，逃離戰火的人將希臘的科學文化帶到歐洲，催化了歐洲的文藝復興。
尼科波利斯戰役及瓦爾納戰役的失敗、神聖羅馬帝國的損失及缺乏有效的反擊令人感到疑惑，馬丁·路德相信土耳其人是上帝用來懲罰基督徒的：
|  | 太可恥了……教宗長久以來誘導我們對土耳其人發動戰爭，用我們的金錢摧殘這麼多的基督徒，造成這麼多的傷害！ |

不過，到1529年，歐洲開始崛起應對奧斯曼帝國。馬丁·路德改變了他的觀點，認為「上帝的天譴」要與強大的世俗領袖作戰，而不是教宗的十字軍。
歐洲默認了奧斯曼帝國對君士坦丁堡的控制。奧斯曼帝國於是進一步開始征服歐洲及中東，他們的勢力在十七世紀達致巔峰。土耳其新軍開始轉為奧斯曼帝國的弱點。保守、極權的奧斯曼帝國難以實行改革，與此同時，歐洲的軍隊變得更為現代化及策略性。波斯人及奧地利人開始有限度地抑制奧斯曼帝國的擴張（諷刺的是，波斯、奧地利、奧斯曼這三大多民族帝國都同時在十九世紀衰落並且受到新崛起的俄罗斯帝国侵略，這可能跟民族主義思潮的出現有關，俄羅斯帝國則受益於其閉關鎖國的民族性因此較波斯、奧地利、奧斯曼晚了一個世紀的時間才出現分離主義，俄羅斯帝國一直到20世纪初才開始出現分離主義），至第一次世界大戰後，奧斯曼帝國土崩瓦解（不過奧斯曼帝國還是比奧地利哈布斯堡王朝多續了五年的命，更不用說同一時期的波斯一共相繼換了有薩法維王朝、阿夫沙爾王朝、桑德王朝、卡扎爾王朝、巴列維王朝五個王朝了，與同為穆斯林大國但卻政局動盪、國內教派衝突激烈、王朝更迭頻繁的波斯相比較奧斯曼帝國明顯是個更為強大和穩定許多的偉大王朝，奧斯曼帝國在十九世紀以前都是世界上的主要列強，同一時期的波斯至多只能在薩法維王朝和阿夫沙爾王朝時期算是中等強國，而且到了卡扎爾王朝晚期和巴列維王朝時波斯已經衰落到連中等強國都不是了，卡扎爾王朝晚期之後的波斯只是大英帝國和俄羅斯帝國之間大博弈的緩衝國而已，即便後來衰落了但是直到第一次世界大戰之前奧斯曼帝國都仍然還是與許多歐洲列強在外交上平起平坐的主權獨立國家。）。

## 註腳
1. ↑  由於東羅馬帝國是西歐的護盾，奧斯曼帝國攻陷君士坦丁堡使其得以向歐洲發動襲擊
2. 1 2 3  The Times compact history of the world，第70-71頁
3. ↑  Battle: a visual journey through 5,000 years of combat，第122頁
4. ↑  The Oxford History of Byzantium，第254頁
5. 1 2  Crusades the Illustrated History，第162頁
6. ↑  Thomas F. Madden. . University of Michigan Press. 2005年: 第164–165頁. ISBN 0472031279 （英语）.
7. 1 2  The Oxford History of Byzantium，第260頁
8. 1 2 3  The Oxford History of Byzantium，第225-227頁
9. ↑  Battle a Visual Journey Through 5000 Years of Combat，第93頁
10. ↑  John Bagnell Bury、Henry Melvill Gwatkin、James Pounder Whitney、Joseph Robson Tanner、Charles William Previté-Orton、Zachary Nugent Brooke. . The Macmillan company. 1923年: 第613頁 （英语）.
11. ↑  Studies in the Byzantine Monetary Economy C.300-1450，第527頁
12. ↑  Constantinople and the Latins: the foreign policy of Andronicus II, 1282-1328，第4頁
13. ↑  Joan Mervyn Hussey. . Oxford University Press. 1990年: 第225頁. ISBN 0198264569 （英语）.
14. 1 2 3 4  The Oxford History of Byzantium，第260-261頁
15. ↑  A History of Greece: The Byzantine and Greek empires, pt. 2, A.D. 1057-1453，第383頁
16. ↑  The Late Byzantine Army: Arms and Society, 1204-1453，第74頁
17. ↑  Halil İnalcık. . Weidenfeld & Nicolson. 1973年: 第6頁 （英语）.
18. ↑  Constantinople and the Latins: the foreign policy of Andronicus II, 1282-1328，第90頁
19. ↑  Anthony Luttrell. . Variorum Reprints. 1982年: 第66頁. ISBN 0860781062 （英语）.
20. ↑  Studies in the Byzantine Monetary Economy C.300-1450，第222頁
21. ↑  A History of Greece: The Byzantine and Greek empires, pt. 2, A.D. 1057-1453，第400頁
22. ↑  The Late Byzantine Army: Arms and Society, 1204-1453，第81-82頁
23. ↑  The Oxford History of Byzantium，第262頁
24. ↑  Philip Grierson. . Dumbarton Oaks. 1999年: 第126頁. ISBN 0884022617 （英语）.
25. 1 2  The Oxford History of Byzantium，第263頁
26. 1 2 3  The Late Byzantine Army: Arms and Society, 1204-1453，第91頁
27. ↑  Ruth Tenzer Feldman. . Twenty-First Century Books. 2007年: 第55頁. ISBN 0822559188 （英语）.
28. ↑  The last centuries of Byzantium, 1261-1453，第194頁
29. 1 2  Stanley Sandler. . ABC-CLIO. 2002年: 第137頁  [2009-08-25]. ISBN 1576073440. （原始内容存档于2011-05-11） （英语）.
30. ↑  The Oxford History of Byzantium，第267頁
31. ↑  The Late Byzantine Army: Arms and Society, 1204-1453，第86頁
32. 1 2  Ducas、Harry J. Magoulias. . Wayne State University Press. 1975年: 第274頁. ISBN 0814315402 （英语）.
33. ↑  Trudy Ring、Robert M. Salkin、Sharon La Boda. . Taylor & Francis. 1996年: 第267頁  [2009-08-25]. ISBN 1884964028. （原始内容存档于2011-05-11） （英语）.
34. ↑  The Oxford history of Byzantium，第268頁
35. ↑  The Late Byzantine Army: Arms and Society, 1204-1453，第104頁
36. ↑  Greville Stewart Parker Freeman-Grenville、Lorraine Kessel. . Simon & Schuster. 1993年: 第78頁. ISBN 0133909158 （英语）.
37. 1 2  The Oxford History of Byzantium，第269頁
38. 1 2 3 4  The Oxford History of Byzantium，第270頁
39. ↑  Nigel Saul. . Yale University Press. 1999年: 第208頁. ISBN 0300078757 （英语）.
40. ↑  William Stearns Davis. . Macmillan Co. 1922年: 第96頁 （英语）.
41. ↑  The last centuries of Byzantium，第283頁
42. ↑  Elisavet A. Zachariadou. . Crete University Press. 1993年: 第203頁 （英语）.
43. ↑  Johann Elieser Theodor Wiltsch. . T. Bosworth. 1868年: 第380頁  [2009-08-26]. （原始内容存档于2011-05-11） （英语）.
44. ↑  The Oxford History of Byzantium，第272-273頁
45. ↑  The Oxford History of Byzantium，第273頁
46. ↑  Hans-Henning Kortüm. . Akademie Verlag. 2006年: 第228–229頁  [2009-08-26]. ISBN 3050041315. （原始内容存档于2013-12-27） （英语）.
47. ↑  The Oxford History of Byzantium，第274頁
48. ↑  Philip Sherrard. . Time-Life Books. 1967年: 第167頁 （英语）.
49. 1 2 3 4  Compact History of the World，第274-276
50. ↑  Compact History of the World，第276頁
51. ↑  The Oxford History of Byzantium，第279頁
52. ↑  David W. Del Testa、Florence Lemoine、John Strickland. . Greenwood Publishing Group. 2001年: 第123頁  [2009-08-26]. ISBN 1573561533. （原始内容存档于2011-05-11） （英语）.
53. ↑  Caroline Finkel. . Basic Books. 2006年: 第369頁. ISBN 0465023967 （英语）.
54. ↑  Steven Runciman. . Cambridge University Press. 1990年: 第94頁. ISBN 0521398320 （英语）.
55. ↑  Paul K. Davis. . Oxford University Press US. 2001年: 第166頁. ISBN 0195143663 （英语）.
56. ↑  Great Ages of Man Byzantium，第169頁
57. ↑  Battle: a visual journey through 5,000 years of combat，第123頁
58. ↑  Donald Edgar Pitcher. . Brill. 1972年: 第75頁 （英语）.
59. ↑  George Mousourakis. . Ashgate Publishing. 2003年: 第399頁. ISBN 0754621146 （英语）.
60. ↑  Norman Housley. . Oxford University Press. 1992年: 第62頁. ISBN 0198221363 （英语）.
61. ↑  Douglas M. Peers. . Ashgate/Variorum. 1997年: 第20頁. ISBN 0860785289 （英语）.
62. ↑  Robert G. Ousterhout、Leslie Brubaker. . University of Illinois Press. 1994年: 第136頁. ISBN 0252020960 （英语）.
63. ↑  Norman Housley. . Wiley-Blackwell. 2006年: 第135頁  [2009-08-27]. ISBN 1405111895. （原始内容存档于2011-05-11） （英语）.
64. ↑  Richard Tarnas. . Viking. 2006年: 第194頁  [2009-08-27]. ISBN 0670032921. （原始内容存档于2011-05-11） （英语）.
65. ↑  Thomas F. Madden. . Rowman & Littlefield. 1999年: 第210頁. ISBN 0847694291 （英语）.